# Крушевска република
С названието Крушевска република се нарича сформираната власт на въстаниците от Вътрешната македоно-одринска революционна организация в град Крушево по време на Илинденско-Преображенското въстание.
Съществуването на Крушевската република трае само 10 дни – от 3 до 13 август 1903 г. Тя е най-големият успех на въстанието. Републиката е обявена в семейната къща на Наум и Георги Томалевски, в която днес се помещава „Музеят на Илинденското въстание и Крушевската република“. Организацията на управлението в града е повлияна от социалистическите възгледи на част от ръководството, членуващо в така наречената Македоно-одринска социалдемократическа група на БРСДП.
Крушево е освободено след координарано нападение върху казармата, пощата и общината. След превземането му в града се установява въстаническият щаб на района: Никола Карев, Никола Русински, Велко Марков, Гюрчин Наумов и Йордан Силянов – Пиперката, а скоро след това към тях се присъединяват и местните дейци Петър Ацев, Кирил Янков, Антиноген Хаджов, Тодор Павлов и други. В окончателния вариант ръководител на щаба е Никола Карев, с помощници Тодор Христов – Офицерчето, Томе Христов и Антиноген Хаджов, а всички 750 въстаници в 8 отряда. Първият отряд с 14 въстаници от Крушево и 52 въстаници от селската милиция от Крушеани и Селце е под водачеството на Андрей Димов Докурчев. Вторият е начело с Иван Наумов Алябака с въстаници от Пуста река, Горно и Долно Дивяци, Арилево и Света. Най-голям е третият отряд, начело с Питу Гули с около 370 въстаници от Кривогащани, Бела църква, Обършани, Вогяни, Пашино Рувци, Свето Митрани, Бирино, Журче, Острилци, Света, Иваневци, Сърбци, Беранци, Лознани, Новоселани, Свето Тодори, Подино, Кореница, Годивле и от Крушево. Четвъртият отряд е начело с Марко Христов с въстаници от Единаковци, Вардино, Бараково, Граище, Бучин и Сопотница. Петият отряд го ръководи крушевският войвода Ташко Карев с въстаници от Крушево, Ракитница и Растойца. Шестият отряд е начело с Христо Тасев с въстаници от Вогяни и Бела църква. Подпоручик Тодор Христов оглавява седмия отряд с въстаници от Обършани, Селце и Вранче. Осмият отряд е начело с околийския крушевски войвода Гюрчин Наумов. Отрядът на Андрей Докурчев е оставен да пази държавните учреждения, докато другите чети отбраняват проходите към града откъм Прилеп от настъпващата турска войска.
След като в града влиза щабът на крушевските въстаници, той (военна власт) свиква Съвет на републиката, състоящ се от 60 члена – по 20 души от всяка етно-религиозна общност в Крушево (българска, гръкоманска и влашка).
Щабът на въстаниците избира Привременното правителство в състав: Вангел Дину, Георги Чаче, Теохар Нешков, Христо Кюркчиев, Димитър Секулов и Никола Балю. Фактическият водач на въстаническата власт в Крушево е Никола Карев. Най-известният документ, който според някои мнения е издаден от Привременното правителство на Крушевската република, е Крушевския манифест, чиято автентичност се оспорва.
На 12 август 1903 г. редовна турска армия и башибозук, подкрепени от артилерия, напредват към града. Решително и най-кръвопролитно сражение четите на ВМОРО дават на Мечкин камен. След това град Крушево е превзет от турската армия и над мирното население се извършват големи погроми.